# Rob Oliver
Rob Oliver (* 1977 Michigan) je americký režisér seriálu Simpsonovi. Během své dlouhé kariéry v seriálu působil také jako kreslíř postav, tvůrce storyboardu, asistent režie a technický režisér. V roce 1995 absolvoval střední školu v Owosso v Michiganu a následující rok byl najat, aby kreslil postavy seriálu Simpsonovi. Rob také pracoval na reklamách Simpsonových, menu DVD, krabičkách DVD a spotřebitelských produktech této značky. Jeho reklama na Renault Kangoo byla kombinací hraného a animovaného filmu. Získal nominaci na cenu Emmy za režii dílu Simpsonových Duch Vánoc příštích. Mnoho vizuálních prvků pro tuto epizodu vymyslel sám a zároveň vytvořil storyboard. Dva z jeho výtvarníků – Charles Ragins a Dima Malanitchev – získali individuální ceny Emmy za práci na jeho Speciálním čarodějnickém dílu XXIV.

## Režijní filmografieSimpsonových
18. řada
- Zmýlená neplatí

19. řada
- Pohřeb nepřítele

20. řada
- Hodný, zlý a zfetlá

21. řada
- Čarodějky ze Springfieldu (s Bobem Andersonem)

23. řada
- Duch Vánoc příštích

24. řada
- Dětí jako smetí

25. řada
- Speciální čarodějnický díl XXIV

26. řada
- Učitel mučitel
- Nebeský polda

27. řada
- Nekuřte, prosím
- Bartovo chlapectví
- Burnsova klec

28. řada
- Nesnášíme Boston
- Ukradené Vánoce šáši Krustyho
- Vzhůru z prázdnin

29. řada
- Serfsonovi
- Zmizelý
- Přiznej se a lituj

30. řada
- Všechny cesty vedou do nebe
- Láska není hračka
- Virtuální vítězství

31. řada
- Dřevorubání

32. řada
- Já, Carambus

33. řada
- Hvězda zákulisí
- Matky a jiná zvířena
- Moje učitelka chobotnice